# 206F-klasse
De 206F-klasse of Projekt 206F Orlikklasse is een Poolse klasse kustmijnenvegers waarvan in de eerste helft van de jaren 1960 twaalf schepen werden gebouwd voor de Poolse marine. De NAVO-codenaam is Krogulecklasse.
De klasse bestaat uit twaalf schepen die tussen 1961 en 1965 werden gebouwd in de haven van Gdańsk. Ze waren gestationeerd op de marinebasis op het schiereiland Hel bij het 8e flottielje kustverdediging. De meeste schepen werden begin jaren 1990 uit dienst genomen en gesloopt. Drie werden rond 2000 gemoderniseerd en vormden samen de 206FM-subklasse, waarbij de "M" voor gemoderniseerd stond.

## Schepen
| Pennant nummer | Naam         |  | Nummer | Naam        |
| 613            | ORP Orlik    |  | 619    | ORP Pelikan |
| 614            | ORP Krogulec |  | 620    | ORP Tukan   |
| 615            | ORP Jastząb  |  | 621    | ORP Flaming |
| 616            | ORP Kormoran |  | 622    | ORP Rybitwa |
| 617            | ORP Czapla   |  | 623    | ORP Mewa    |
| 618            | ORP Albatros |  | 624    | ORP Czajka  |

De schepen 621, 623 en 624 zijn deze die werden gemoderniseerd tot de 206FM-klasse.